# Ившин, Николай Карпович
Николай Карпович И́вшин (1921—1993) — советский и казахский минералог, геолог и палеонтолог, доктор геолого-минералогических наук (1964), профессор (1969).

## Биография
Родился 18 декабря 1921 года на территории нынешней Республики Алтай в Российской Федерации. В 1945 году успешно окончил Томский государственный университет, а четыре года спустя и аспирантуру при этом университете.
В 1950—1952 гг. Н. К. Ившин являлся научным сотрудником и заведующим лабораторией Института геологических наук АН Казахстана (ныне Институт геологических наук имени К. И. Сатпаева).
С 1952 года - на научно-преподавательской работе в Казахском государственном университете).
В 1982 году он, вместе с группой коллег-геологов (Бандалетов С. М., Беспалов В. Ф., Ергалиев Г. X., Никитин И. Ф. и Борукаев Р. А. — научный руководитель), был награждён Государственной премией КазССР за работу «Стратиграфия и палеонтология нижнего палеозоя Казахстана».
Основные научные Ившина труды посвящены исследованию стратиграфии и фауны трилобитов Казахстана. Впервые выделил и теоретически обосновал 16 биостратиграфических горизонтов отложений кембрийского периода в Центральном Казахстане. Установил около 50 новых родов и 120 новых для науки видов трилобитов.
Умер в октябре 1993 года в городе Алма-Ате.
Среди многочисленных работ учёного наиболее известны следующие труды: «Среднекембрийские трилобиты Казахстана». Алма-Ата, 1957; «Биостратиграфия и трилобиты нижнего кембрия Центрального Казахстана». Алма-Ата, 1978 год.